# Comisión Chilena del Cobre
Comisión Chilena del Cobre (más conocida por su acrónimo, COCHILCO) es un organismo técnico del Estado de Chile, altamente especializado e independiente, creada durante la dictadura militar del general Augusto Pinochet el 1 de abril de 1976, mediante el decreto ley n.º 1.349. Desde 2024, está dirigida por Claudia Rodríguez Lagos como vicepresidenta ejecutiva subrogante.

## Historia
Los antecedentes están en la creación del Departamento del Cobre (1955) del Ministerio de Minería por la llamada «Ley del Nuevo Trato» (ley n.º 10.255). El Departamento del Cobre estuvo encargado de informar a los poderes públicos de la producción y ventas del cobre. Además, de fiscalizar la producción y comercio de la industria del cobre (véase gran minería del cobre).[cita requerida]
Con la chilenización del cobre (ley n.º 16.425 de 1967) bajo la presidencia de Eduardo Frei Montalva se transformó en la Corporación del Cobre, que a su vez se dividió en 1976 en la Corporación Nacional del Cobre (CODELCO) y la Comisión Chilena del Cobre (COCHILCO).[cita requerida]

## Organización

#### Organigrama
El organigrama de la comisión es el siguiente:
Consejo
Vicepresidencia Ejecutiva
- Unidad de Planificación y Control de Gestión
- Unidad de Comunicaciones
- Unidad de Auditoría Interna
- Unidad de Participación Ciudadana
- Dirección de Estudios y Políticas Públicas
- Dirección de Fiscalización
- Dirección de Evaluación de Inversiones y Gestión Estratégica
- Fiscalía
- Dirección de Administración y Finanzas

### Sistema de Gestión de la Calidad de Cochilco
El Sistema de Gestión de la Calidad de la Comisión Chilena del Cobre tiene como principal objetivo el cumplimiento de la misión institucional. La comisión cuenta con un Sistema de Gestión de la Calidad para sus procesos estratégicos:
- Elaboración de estudios e informes relativos a temas atingentes al desarrollo sustentable del sector minero
- Generación de informes estadísticos
- Evaluación de la gestión de las empresas mineras del Estado
- Fiscalización de las empresas mineras del Estado
- Fiscalización de exportaciones del cobre y sus subproductos
- Fiscalización de inversión extranjera

## Vicepresidentes ejecutivos
| Titular                 | Partido | Inicio             | Final              | Presidente                 |
| ----------------------- | ------- | ------------------ | ------------------ | -------------------------- |
| Marco Riveros Keller    |         | 2 de enero de 2020 |                    | Sebastián Piñera Echenique |
| Joaquín Morales Godoy   |         | 6 de marzo de 2023 | 5 de junio de 2024 | Gabriel Boric Font         |
| Claudia Rodríguez Lagos |         | 6 de junio de 2024 | En el cargo        | Gabriel Boric Font         |